# Communistische Partij van Nepal (verenigd marxistisch)

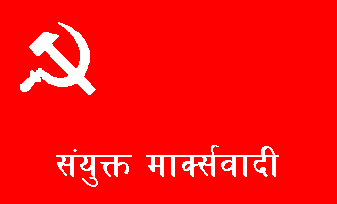
Vlag

De Communistische Partij van Nepal (Verenigd Marxistisch) (Communist Party of Nepal (United Marxist), नेपाल कम्युनिस्ट पार्टी (संयुक्त मार्क्सवादी)) is een communistische politieke partij in Nepal. De partij is 2005 opgericht als een fusie van de Communistische Partij van Nepal (Verenigd) en de Communistische Partij van Nepal (Marxistisch).
De algemeen secretaris van de partij is Bishnu Bahadur Manandhar. De voorzitter van de partij is Prabhu Narayan Chaudhari. De studentorganisatie gelieerd aan de partij is Nepal Progressive Student Federation.